# Kanumarathon-Europameisterschaften 1997
Die 2. Kanumarathon-Europameisterschaften fanden vom 13. bis 14. September im italienischen Pavia statt. Der austragende Verband war die ECA.
Die Länge der Strecke betrug jeweils 36 Kilometer.
Es wurden vier Wettbewerbe für Männer und zwei Wettbewerbe für Frauen ausgetragen.

## Medaillengewinner

### Herren

#### Canadier
| Disziplin | Gold                              | Zeit      | Silber                           | Zeit      | Bronze                                         | Zeit      |
| --------- | --------------------------------- | --------- | -------------------------------- | --------- | ---------------------------------------------- | --------- |
| C1        | Ungarn Pál Pétervári              | 3:42:32 h | Ungarn José Sousa                | 3:44:05 h | Tschechien Gábor Kolozsvári                    | 3:47:30 h |
| C2        | Ungarn Gábor Balgovics Béla Jakus | 2:38:10 h | Ungarn Edvin Csabai Attila Györe | 2:41:02 h | Frankreich Hervé Maigrot Lionel Dubois-Dunilac | 2:42:41 h |

#### Kajak
| Disziplin | Gold                                 | Zeit      | Silber                                       | Zeit      | Bronze                                           | Zeit      |
| --------- | ------------------------------------ | --------- | -------------------------------------------- | --------- | ------------------------------------------------ | --------- |
| K1        | Niederlande Edwin de Nijs            | 3:12:19 h | Vereinigtes Königreich Tim Brabants          | 3:12:56 h | Niederlande Dolph Te Linde                       | 3:15:07 h |
| K2        | Schweden Magnus Skoldbeck Tim Krantz | 3:10:33 h | Dänemark Thomas Christiansen Karsten Solgård | 3:10:49 h | Vereinigtes Königreich Ivan Lawler Steven Harris | 3:12:08 h |

### Damen

#### Kajak
| Disziplin | Gold                                              | Zeit      | Silber                         | Zeit      | Bronze                                    | Zeit      |
| --------- | ------------------------------------------------- | --------- | ------------------------------ | --------- | ----------------------------------------- | --------- |
| K1        | Vereinigtes Königreich Anna Hemmings              | 2:44:47 h | Ungarn Kornélia Szonda         | 2:44:49 h | Niederlande Nicole Bulk                   | 2:46:04 h |
| K2        | Vereinigtes Königreich Patricia Davey Sonja Bapty | 2:31:04 h | Ungarn Andrea Pitz Renáta Csay | 2:31:05 h | Polen Marzena Michalak Izabella Dankowska | 2:31:09 h |

## Medaillenspiegel
| Rang   | Nation                 | Gold | Silber | Bronze | Gesamt |
| ------ | ---------------------- | ---- | ------ | ------ | ------ |
| 1      | Ungarn                 | 2    | 3      | 1      | 6      |
| 2      | Vereinigtes Königreich | 2    | 1      | 1      | 4      |
| 3      | Niederlande            | 1    | 0      | 2      | 3      |
| 4      | Schweden               | 1    | 0      | 0      | 1      |
| 5      | Dänemark               | 0    | 1      | 0      | 1      |
| 5      | Portugal               | 0    | 1      | 0      | 1      |
| 7      | Frankreich             | 0    | 0      | 1      | 1      |
| 7      | Polen                  | 0    | 0      | 1      | 1      |
| Gesamt | Gesamt                 | 6    | 6      | 6      | 18     |